# Cinemas NOS
Cinemas NOS, cuya razón social es NOS Lusomundo Cinemas, S.A., es un holding portugués de medios de comunicación propiedad de NOS que posee varios cines en todo Portugal y es el principal importador de películas en Portugal. También tiene dos complejos bajo la marca Lusomundo Moçambique en Mozambique.
La empresa líder del mercado portugués es responsable de la gestión de 214 salas de cine y fue precursora en el proceso de digitalización de la industria cinematográfica e introducción de plataformas de distribución de contenidos digitales y 3D digital en el cine en Portugal y Europa.
El 20 de junio de 2013, la ZON Lusomundo inauguró el primer cine IMAX® (DMR - Digital 3D) en Portugal. El sistema IMAX® DMR fue desarrollado por la empresa canadiense IMAX Corporation y permite ver películas en pantallas seis veces más grandes que los sistemas digitales convencionales, proporcionando una experiencia inmersiva verdaderamente única, con imagen y sonido más brillantes y realistas y el 24 de marzo de 2016, Cinemas NOS integró la nueva tecnología cinematográfica, 4DX, que proporciona una nueva forma de ver películas.